# Лебрен, Жан-Батист
Жан-Батист-Пьер Лебре́н (фр. Jean-Baptiste-Pierre Lebrun; 16 февраля 1748, Париж — 7 августа 1813, там же) — французский живописец, коллекционер, арт-дилер и торговец картинами, муж знаменитой портретистки Элизабет Виже-Лебрен.

## Биография
Сын парижского художника Пьера Лебрена (1704—1771), внучатого племянника знаменитого живописца двора Людовика XIV Шарля Лебрена (1619—1690), дедом которого был художник Габриэль Лебрен (1625—1660); практически всю жизнь прожил в Париже, где с 1775 года он стал одним из главных арт-дилеров и экспертов по живописи, специализируясь на реставрации старых мастеров, особенно голландских, и издании их каталогов в коммерческих целях. В его собственную коллекцию входили «Уличные музыканты у дверей» Охтервельта, а позже «Непорочное зачатие» Мурильо.
Его первый брак был заключён в Нидерландах 11 января 1776 года в Сент-Эсташ с художницей Элизабет Виже. Он впервые встретился с ней ещё в 1775 году, и сделал предложение руки и сердца, хотя брак не одобрялся из-за его репутации повесы и игрока, но, тем не менее, она согласилась. В браке у них была одна дочь, Жанна Жюли Луиза Лебрен (1780—1819), которая в 1800 году вышла замуж за Гаэтана-Бернара Нигриса (ок. 1766—ок. 1831), директора Императорского театра в Санкт-Петербурге.
В 1778 году он купил бывший дворец Любер на улице Клери в Париже. Спустя десять лет, в 1788 году он открыл «Саль-Лебрен», где в неоклассицизм были оформлены галерея и аукционный зал древностей и картин Грёза, Фрагонара и других мастеров, в том числе две работы Антуана Ватто — «Обеспокоенная возлюбленная» и «Гитарист».
В 1781 году он и его жена отправились в Брюссель, чтобы купить картины из коллекции принца Карла Александра Лотарингского.
В первые годы Французской революции его жена оставалась монархисткой и покинула Францию осенью 1789 года. Желая принять участие в создании национального музея в Луврском дворце, он вышел из состава музейной комиссии и вступил в переговоры с министром внутренних дел Жаном-Мари Роланом де ла Платьером.
После отставки ла Платьера 23 января 1793 года и ухода жирондистов к власти пришёл Робеспьер, который также благосклонно относился к этой идее. В следующем месяце Лебрен купил несколько картин для Лувра при поддержке Жака-Луи Давида, но без ведома правительства в том числе «Святое семейство», приписываемое Рембрандту, и «Портрет Сюзанны Фурман» Питера Пауля Рубенса.
Он публиковал брошюру под названием «Краткое изложение истории гражданина Лебрена».
Сославшись, на то, что его бросила жена, Жан-Батист-Пьер развёлся с ней в 1794 году, чтобы защитить своё имущество. Он стал незаменимым в управлении новым Лувром и продолжал составлять каталоги эмигрантских коллекций, проводя различие между работами, которые должны были попасть в национальные коллекции, и работами, которые можно было бы продать, чтобы принести доход государству.
В 1795 году он стал экспертом-хранителем музея, организовав галереи итальянских, французских и североевропейских произведений искусства. Будучи помощником комиссии по искусству, он также опубликовал «Очерки о жизни художника в искусстве, скульптуре, архитектуре и гравюре» в 1794—1795 годах, но приход к власти Наполеона Бонапарта привёл к уходу Лебрена из Национального музея. Уход из Национального музея вверг его в долги, и 14 января 1807 года он был вынужден продать Зал Лебрен и особняк своей бывшей жене.